# 弗朗茨陨石坑

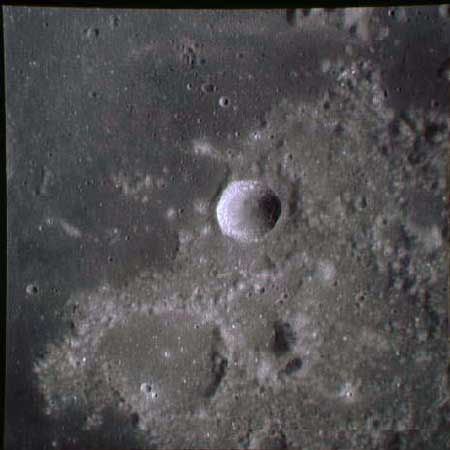
阿波罗17号拍摄的弗朗茨陨石坑（左下角）和右侧的卫星坑普罗克洛斯 E及位于图中的普罗克洛斯 D。

弗朗茨陨石坑（Franz）是位于月球正面爱湾东南边沿的一座撞击坑，其名称取自德国天文学家尤利乌斯·海因里希·弗朗茨（1847年-1913年），1935年被国际天文学联合会批准接受。

## 描述
该陨坑大约坐落在北面的卡迈克尔陨石坑和南面的莱尔陨石坑中间，西北靠近泰奥弗拉斯托斯陨石坑，睡沼位于它的东南，而则西南则坐落了嶻嵯的伊萨姆山。该陨坑中心月面坐标为16°34′N 40°14′E / 16.57°N 40.24°E，直径25.48公里，深约1.912公里。
弗朗茨陨石坑外观轮廓接近圆形，坑壁已被后续的撞击严重损毁，碗状的坑底填满熔岩，只剩一圈破碎嶙峋、布满坑穴的低矮残壁露出在表面。残存的坑壁最大高出周边地形860米，内部容积约421.6立方千米。坑底反照率与睡沼相类似，但明显高于爱湾表面。它的东侧壁与一座重合坑-卫星坑普罗克洛斯 E相毗连。弗朗茨陨石坑坑底西南坐落了一对环绕着高反照率喷出物的细小撞击坑。在对比2009年9月月球勘测轨道飞行器和1971年8月阿波罗15号在相似条件下所拍摄的同一区域照片中，发现了弗朗茨陨石坑东面一座由直径约50厘米的坠落小天体所撞击出的新陨坑。

## 另请参阅
- Andersson, L. E.; Whitaker, E. A. . NASA RP-1097. 1982.
- Blue, Jennifer. . USGS. July 25, 2007  [2007-08-05]. （原始内容存档于2012-04-08）.
- Bussey, B.; Spudis, P. . New York: Cambridge University Press. 2004. ISBN 978-0-521-81528-4.
- Cocks, Elijah E.; Cocks, Josiah C. . Tudor Publishers. 1995. ISBN 978-0-936389-27-1.
- McDowell, Jonathan. . Jonathan's Space Report. July 15, 2007  [2007-10-24]. （原始内容存档于2012-05-26）.
- Menzel, D. H.; Minnaert, M.; Levin, B.; Dollfus, A.; Bell, B. . Space Science Reviews. 1971, 12 (2): 136–186. Bibcode:1971SSRv...12..136M. doi:10.1007/BF00171763.
- Moore, Patrick. . Sterling Publishing Co. 2001. ISBN 978-0-304-35469-6.
- Price, Fred W. . Cambridge University Press. 1988. ISBN 978-0-521-33500-3.
- Rükl, Antonín. . Kalmbach Books. 1990. ISBN 978-0-913135-17-4.
- Webb, Rev. T. W.  6th revised. Dover. 1962. ISBN 978-0-486-20917-3.
- Whitaker, Ewen A. . Cambridge University Press. 1999. ISBN 978-0-521-62248-6.
- Wlasuk, Peter T. . Springer. 2000. ISBN 978-1-85233-193-1.